# 华南毛蕨
华南毛蕨（学名：Cyclosorus parasiticus）为金星蕨科毛蕨属下的一个种。其种加词“Parasiticus”意为“附生的”、“寄生的”。

## 外部連結
- 葉綠醇 Phytol（页面存档备份，存于） 中草藥化學圖像數據庫 (香港浸會大學中醫藥學院) （中文）（英文）